# Noorse zandspiering
De Noorse zandspiering (Ammodytes marinus) is een straalvinnige vis uit de familie van zandspieringen (Ammodytidae), orde baarsachtigen (Perciformes), die voorkomt in het noordwesten en het noordoosten van de Atlantische Oceaan.

## Anatomie
De Noorse zandspiering kan een lengte bereiken van 25 cm en kan maximaal 10 jaar oud worden. Het lichaam van de vis heeft een langgerekte vorm. De kop is min of meer recht. De ogen zijn normaal van vorm en zijn symmetrisch. De mond zit aan de bovenkant van de kop. A. marinus kan worden onderscheiden van A. tobianus door de afwezigheid van schubben op de staartvin.
De vis heeft één zijlijn, één rugvin en één aarsvin. Er zijn geen stekels in de rugvin, er zijn 56 tot 63 vinstralen in de rugvin en 29 tot 33 vinstralen in de aarsvin.

## Leefwijze
De Noorse zandspiering is een zout- en brakwatervis die voorkomt in een gematigd klimaat. De soort is voornamelijk te vinden in zeeën en wateren met een zachte ondergrond.
Het dieet van de vis bestaat hoofdzakelijk uit dierlijk voedsel, waarmee het zich voedt door selectief plankton uit het water te filteren.

## Relatie tot de mens
De Noorse zandspiering is voor de visserij van aanzienlijk commercieel belang. De soort komt niet voor op de Rode Lijst van de IUCN.